# 로랑 파비위스
로랑 파비위스(Laurent Fabius, 1946년 8월 20일~)는 프랑스의 정치인이다. 

## 학력
- 파리 정치 대학 학사
- 국립행정학교 석사

## 생애
1946년 파리 16구에서 정치인 2세로 태어났다. 고등사범학교, 파리 정치 대학, 국립행정학교를 졸업한다. 1974년 사회당에 입당한다.
1981년 5월 프랑수아 미테랑 정부 출범과 함께 예산 담당 장관에 취임한다. 1984년 7월에는 총리에 취임한다. 긴축 정책, 시장 중시의 정책을 실시했다. 1986년 3월 총선에서 사회당이 패배하고 총리를 사임했다. 1988년 6월부터 3년간 국회의장을 맡는다. 1992년 1월 사회당 제1서기에 취임한다.
1995년부터 2000년까지 르그랑케비 시장을 맡았다. 2000년 3월, 재무부 장관에 취임한다.
2012년에 발족한 프랑수아 올랑드 정권에서 5월 16일자로 외무 장관에 취임했다.

## 역대 선거 결과
| 선거명      | 직책명                        | 대수 | 정당   | 1차 득표율 | 1차 득표수 | 2차 득표율 | 2차 득표수 | 결과 | 당락                      |
| ----------- | ----------------------------- | ---- | ------ | ---------- | ---------- | ---------- | ---------- | ---- | ------------------------- |
| 1978년 선거 | 하원의원 (센마리팀 제2선거구) | 6대  | 사회당 | 34.71%     | 26,228표   | 62.35%     | 47,330표   | 1위  | 센마리팀 주 하원의원 당선 |
| 1981년 선거 | 하원의원 (센마리팀 제2선거구) | 7대  | 사회당 | 54.77%     | 36,944표   |            |            | 1위  | 센마리팀 주 하원의원 당선 |
| 1988년 선거 | 하원의원 (센마리팀 제4선거구) | 9대  | 사회당 | 61.89%     | 26,495표   |            |            | 1위  | 센마리팀 주 하원의원 당선 |
| 1993년 선거 | 하원의원 (센마리팀 제4선거구) | 10대 | 사회당 | 27.67%     | 12,655표   | 52.04%     | 23,147표   | 1위  | 센마리팀 주 하원의원 당선 |
| 1997년 선거 | 하원의원 (센마리팀 제4선거구) | 11대 | 사회당 | 41.73%     | 19,525표   | 72.91%     | 31,615표   | 1위  | 센마리팀 주 하원의원 당선 |
| 2002년 선거 | 하원의원 (센마리팀 제4선거구) | 12대 | 사회당 | 49.25%     | 21,288표   | 68.15%     | 26,064표   | 1위  | 센마리팀 주 하원의원 당선 |
| 2007년 선거 | 하원의원 (센마리팀 제4선거구) | 13대 | 사회당 | 49.87%     | 21,599표   | 67.54%     | 27,536표   | 1위  | 센마리팀 주 하원의원 당선 |
| 2012년 선거 | 하원의원 (센마리팀 제4선거구) | 14대 | 사회당 | 52.82%     | 25,978표   |            |            | 1위  | 센마리팀 주 하원의원 당선 |

## 참고 문헌
- laurent-fabius Biographie